# Centralni tai jezici
Centralni tai jezici, jedna od skupina tai jezika iz Vijetnama i Kine. Predstavnici su (10): 
- Cao Lan [mlc] (Vijetnam), 147 000 (1999 census).
- Nung [nut] (Vijetnam), 	856 000 u Vijetnamu (1999 census).
- Tày jezik [tyz] (Vijetnam), 1 480 000 u Vijetnamu (1999 census).
- Ts’ün-Lao [tsl] (Vijetnam), 10 000 (1993 Dang Nghiem Van).
- Dai Zhuang [zhd] (Kina), 120 200.
- Minz Zhuang [zgm] (Kina), 2 600 (2007).
- Nong Zhuang [zhn] (Kina), 500 000 (2007).
- Yang Zhuang [zyg] (Kina), 870 000 in China (2000).
- Yongnan Zhuang [zyn] (Kina), 1 810 000.
- Zuojiang Zhuang [zzj] (Kina), 1 840 000.

Nekadašnji jezik južni zhuang [ccy] podijeljen je 18. 7. 2007 na pet jezika nong zhuang [zhn]; yang zhuang [zyg]; yongnan zhuang [zyn]; zuojiang zhuang [zzj]; dai zhuang [zhd].

## Vanjske poveznice
- Ethnologue (14th)
- Ethnologue (15th)